# مجلس نمایندگان عثمانی
مجلس نمایندگان (به ترکی استانبولی: Meclis-i Mebusan، مجلس مبعوثان) امپراطوری عثمانی در ۲۳ دسامبر ۱۸۷۶ به دستور سلطان عبدالحمید دوم طبق فرمان مشروطه و قانون اساسی جدید تشکیل شد. از ۱۱۹ کرسی این مجلس مسلمان با ۷۷ کرسی، مسیحیان با ۴۴ کرسی و در یهودیان ۴ کرسی از کرسی‌های مجلس را در اختیار داشتند. در ۱۹ مارس ۱۸۷۷ مراسم تحلیف و جشن بازگشایی مجلس در کاخ دلما باغچه استانبول برگزار شد. از صدور فرمان مشروطیت در سال ۱۸۷۶ تا فروپاشی امپراطوری عثمانی در سال ۱۹۲۰ در مجموع ۷ دوره مجلس نمایندگان تشکیل شد و پس از انحلال آن در ۱۱ آوریل ۱۹۲۰ جای خود را به مجلس میهنی بزرگ ترکیه داد.